# Estádio Assad Abdalla
O Estádio Assad Abdalla foi um estádio de futebol localizado no Barreto, em Niterói, Rio de Janeiro. Ergueu-se no antigo campo amador do Byron Football Club, posteriormente transformado em arena formal pela Companhia de Tecidos Manufatora Fluminense a partir de 1955.

## História

### Origem e Byron Football Club
Na Rua Doutor March, nº196, o Byron Football Club jogava desde 1913 no campo amador da fábrica Manufatora. O clube teve destaque no futebol niteroiense e fluminense até ser despejado pela mesma fábrica no fim dos anos 1940, deixando o terreno para o Manufatora Atlético Clube.

### Construção e inauguração
Em 1954 a empresa iniciou obras de terraplanagem, muros e alambrados. O estádio foi inaugurado em 24 de junho de 1955 com presença do governador Miguel Couto Filho. Nomeado em homenagem a Assad Abdalla, presidente da manufatora que defendia a autonomia esportiva do clube.

### Período esportivo (1955–1980)
Com capacidade estimada em 3 mil pessoas, o estádio sediou partidas da Associação Desportiva Niterói (antiga Manufatora) no Campeonato Fluminense e no Campeonato Carioca, além de amistosos e torneios regionais.

### Declínio e desaparecimento
Após rebaixamentos seguidos nos anos 1979–1981, a fábrica encerrou as atividades e o clube foi extinto em 1983. O estádio ficou abandonado, sofrendo depredação, até desaparecer sob o mato.

## Legado
O estádio simbolizou a transição do futebol amador niteroiense para uma estrutura corporativa nos anos 1950. Revelou nomes como Zizinho (em amistoso com o Flamengo em 1939), recebeu finais municipais e estaduais, e foi palco dos poucos anos da AD Niterói na elite do futebol carioca nos anos 1970. Hoje, perdura apenas na memória de ex-atletas, reportagem de ex-jogadores em encontro no bairro e registros fotográficos.